# Iva Květonová
Iva Květonová (rozená Samsonová, * 28. července 1976 Brno) je česká evangelická farářka, která působí spolu s Ondřejem Mackem ve Farním sboru Českobratrské církve evangelické v Brně I, tedy v Červeném a Betlémském kostele v Brně.

## Život
Vystudovala evangelickou teologii na Evangelické teologické fakultě Univerzity Karlovy a studovala jeden rok také ve Wuppertalu v Porýní. Pracovala pět let jako školní kaplanka na Střední zdravotnické škole Evangelické akademie a v letech 2011–2021 také jako pastorační pracovnice v evangelickém sboru v Nosislavi. V letech 2017–2018 absolvovala roční vikariát ve Farním sboru Českobratrské církve evangelické v Brně II a 21. října 2018 byla ordinována spolu s dalšími sedmi začínajícími faráři v kostele apoštola Pavla v Ústí nad Labem. Po vikariátu nastoupila jako seniorátní farářka pro mládež Brněnského seniorátu a poté od roku 2021 jako farářka sboru Brno I. Působí také jako náměstkyně seniora Brněnského seniorátu.
Je spoluautorkou několika knih.
Bydlí v Nosislavi, je vdaná a má 4 děti.

## Církevní služba v datech
- 1. ledna 2011 – 31. 8. 2021 pastorační pracovnice v Nosislavi
- 1. října 2018 – 31. 12. 2022 seniorátní farářka Brněnského seniorátu
- od 1. září 2021 farářka v Brně I

## Dílo
- Vždyť se mnou jsi ty... Kniha modliteb. Iva Květonová, Ondřej Macek, Lenka Ridzoňová. Praha: Českobratrská církev evangelická, 2018. ISBN 978-80-87098-66-0, 2. vydání Biblion, 2022
- Necessarium. Praha: Eman, 2020. ISBN 978-80-88060-23-9
- David. Iva Květonová, Ondřej Macek. České Budějovice: Petrinum, 2022. Edice Hle bible. ISBN 978-80-87900-16-1.
- Mojžíš. Iva Květonová, Ondřej Macek. České Budějovice: Petrinum, 2023. Edice Hle bible. ISBN 978-80-87900-20-8.